# إيفرتون (بيدفوردشير)
إيفرتون (بالإنجليزية: Everton, Bedfordshire)‏ هي قرية و أبرشية مدنية تقع في المملكة المتحدة في إنجلترا.